# Каланево
Каланево или Калайнево (на македонска литературна норма: Калањево) е село в Северна Македония, в община Неготино.

## География
Каланево е разположено на 12 километра източно от град Неготино на левия бряг на Вардар, в Конечката планина (Серта).

## История
В XIX век Каланево е смесено българо-турско юрушко село в Тиквешка кааза на Османската империя. Според статистиката на Васил Кънчов („Македония. Етнография и статистика“) от 1900 година Каланьево има 100 жители българи християни и 202 турци юруци.
По данни на секретаря на Българската екзархия Димитър Мишев („La Macédoine et sa Population Chrétienne“) в 1905 година в селото (Kalaïnovo) има 160 българи екзархисти.
След Междусъюзническата война в 1913 година селото попада в Сърбия.